# جووانی گوپرادی
جووانی گومز (زاده ۲۷ مه ۱۹۸۳) که با نام حرفه‌ای جووانی گوپرادی شناخته می‌شود، بازیگر و تهیه‌کننده آمریکایی است. گوپرادی در میامی، فلوریدا به دنیا آمد.
گوپرادی سفیر المپیک ویژه ۲۰۱۵ و حامل مشعل رله یکپارچه تاریخی در سراسر آمریکا و همچنین حامی قوی لوسی مایر، سخنگوی رسمی المپیک ویژه - صندوق ایالات متحده برای صندوق یونیسف ایالات متحده شد.
اولین نقش گوپرادی در یک محصول پرهزینه در کمدی پل بلارت: پلیس بازار ۲ در سال ۲۰۱۵ بود. او اولین حضور تلویزیونی خود را در قسمتی از سریال HBO True Blood انجام داد و پس از آن نقش‌هایی در سریال تلویزیونی TNT جنایات بزرگ، سریال تلویزیونی ABC Presence , کمدی عاشقانه Heterosexual Jill , و درام Clarity بازی کرد.
در سال ۲۰۱۸، گوپرادی در اپیزود ویل و گریس «سه مرد خردمند» نقش الخاندرو را بازی کرد و از آن سال تاکنون در سریال دارندگان و ندارند نقش برودریک را بازی کرده‌است. گوپرادی از سال ۲۰۱۹ در نقش روبرتو فلورس در ریبوت سریال سی‌دابلیو دودمان بازی کرده‌است